# Cellule nationale de traitement des informations financières
La Cellule Nationale de Traitement des Informations Financières en abrégé CENTIF est une structure  rattachée au ministère de l'Économie et des Finances créée en 2006. À sa tête se trouve Azandossessi Thomas  qui en est le président,,.

## Composition, attribution, organisation et fonctionnement
La composition, les attributions, l’organisation et le fonctionnement de la CENTIF sont définis par le décret N°2018-347 du 25 juillet 2O18,.

## Missions et attributions

### Mission
La mission de la Cellule Nationale de Traitement des Informations Financières consiste à traiter et transmettre des informations afin de lutter contre le blanchiment de capitaux et le financement du terrorisme,,,.

### Attributions
La CENTIF,,,,,,,,,,:
- A pour responsabilité de collecter, analyser, enrichir et exploiter les informations permettant d'établir l'origine ou la destination des sommes, ainsi que la nature des opérations signalées ou obtenues conformément à la loi.
- Reçoit toutes autres informations pertinentes pour l'accomplissement de sa mission, notamment celles fournies par les autorités de contrôle et les officiers de police judiciaire, et les traite le cas échéant comme des déclarations d'opérations suspectes.
- Peut demander la communication d'informations détenues par les personnes assujetties, ainsi que par toute personne physique ou morale, susceptibles d'éclairer les déclarations de soupçon.
- Effectue ou fait réaliser périodiquement des études sur l'évolution des techniques utilisées dans le blanchiment de capitaux et le financement du terrorisme sur le territoire national.
- Peut animer et coordonner, au besoin, les moyens d'investigation des administrations ou services relevant des ministères des Finances, de la Justice et de la Sécurité, ainsi que des organismes qui y sont rattachés pour rechercher les infractions nécessitant des déclarations.
- Participe à l'élaboration des mesures visant à contrecarrer les circuits financiers clandestins, le blanchiment de capitaux et le financement du terrorisme.
- Développe, en collaboration avec les directions compétentes relevant des ministères des Finances, de la Justice et de la Sécurité, l'action internationale de lutte contre les circuits financiers clandestins, le blanchiment de capitaux et le financement du terrorisme;
- est également responsable d'assurer, en respectant les compétences propres à chaque autorité concernée, une coopération efficace et la coordination des autorités nationales impliquées directement ou indirectement dans la lutte contre le blanchiment de capitaux et le financement du terrorisme;
- formule des avis sur la mise en œuvre de la politique de l'État en matière de lutte contre le blanchiment de capitaux et le financement du terrorisme. À cet égard, elle propose toutes les réformes nécessaires pour renforcer l'efficacité de cette lutte;
- produit régulièrement des rapports, au moins une fois par trimestre, ainsi qu'un rapport annuel. Ces rapports analysent l'évolution des activités de lutte contre le blanchiment de capitaux et le financement du terrorisme au niveau national et international, et évaluent les déclarations recueillies. Ces rapports sont soumis au ministre chargé des Finances.

## Organisation et fonctionnement
La CENTIF est constituée de six (06) membres, qui sont les suivants,,:
1. Un (01) haut fonctionnaire détaché par le ministère chargé des Finances, choisi parmi les directeurs d'administration centrale de la Direction des Douanes, de la Direction du Trésor ou de la Direction des Impôts. Ce membre occupe la présidence de la Cellule Nationale de Traitement des Informations Financières.
2. Un (01) magistrat spécialisé dans les questions financières, détaché par le ministère chargé de la Justice.
3. Un (01) haut fonctionnaire, Officier de Police Judiciaire, détaché par le ministère chargé de la Sécurité.
4. Un (01) représentant de la Banque Centrale des États de l'Afrique de l'Ouest, qui assure le secrétariat de la Cellule Nationale de Traitement des Informations Financières.
5. Un (01) chargé d'enquêtes, Inspecteur des Services des Douanes, détaché par le ministère chargé des Finances.
6. Un (01) chargé d'enquêtes, Officier de Police Judiciaire, détaché par le ministère chargé de la Sécurité.

Le président de la Cellule Nationale de Traitement des Informations Financières est nommé pour une durée de cinq (05) ans, sans possibilité de renouvellement. Les autres membres de la Cellule Nationale de Traitement des Informations Financières sont nommés pour une période initiale de trois (03) ans, avec la possibilité d'être renouvelés une fois.

## Siège
La CENTIF se trouve à Cotonou plus précisément à l'adresse : 01 BP 8255 Cotonou lot 40- c4 zone résidentielle Zongo,.